# بيرل بيلي
بيرل ماي بيلي (بالإنجليزية: Pearl Bailey)‏ (29 مارس 1918 - 17 أغسطس 1990)، هي ممثلة ومغنية أمريكية.
في 19 نوفمبر 1952، تزوجت بيلي من عازف الجاز لوي بيلسون في لندن.

## وفاتها
توفيت بيرل بيلي في مستشفى جامعة توماس جيفرسون في فيلادلفيا في 17 أغسطس 1990. بعد تشريح الجثة ، أعلن الدكتور إيمانويل روبين ، الأستاذ ورئيس قسم علم الأمراض في كلية جيفرسون الطبية ، أن سبب الوفاة هو تصلب الشرايين ، مع تضيق كبير في الشريان التاجي . دفنت بيلي في رولينج جرين ميموريال بارك في ويست تشيستر ، بنسلفانيا .

## روابط خارجية
- بيرل بيلي على موقع IMDb (الإنجليزية)
- بيرل بيلي على موقع الموسوعة البريطانية (الإنجليزية)
- بيرل بيلي على موقع روتن توميتوز (الإنجليزية)
- بيرل بيلي على موقع ألو سيني (الفرنسية)
- بيرل بيلي على موقع ميوزك برينز (الإنجليزية)
- بيرل بيلي على موقع أول موفي (الإنجليزية)
- بيرل بيلي على موقع قاعدة بيانات برودواي على الإنترنت (الإنجليزية)
- بيرل بيلي على موقع قاعدة بيانات الأفلام السويدية (السويدية)
- بيرل بيلي على موقع إن إن دي بي (الإنجليزية)
- بيرل بيلي على موقع أول ميوزيك (الإنجليزية)
- بيرل بيلي على موقع IMDb (الإنجليزية)
- بيرل بيلي على موقع الموسوعة البريطانية (الإنجليزية)
- بيرل بيلي على موقع روتن توميتوز (الإنجليزية)
- بيرل بيلي على موقع ألو سيني (الفرنسية)
- بيرل بيلي على موقع ميوزك برينز (الإنجليزية)
- بيرل بيلي على موقع أول موفي (الإنجليزية)
- بيرل بيلي على موقع قاعدة بيانات برودواي على الإنترنت (الإنجليزية)
- بيرل بيلي على موقع قاعدة بيانات الأفلام السويدية (السويدية)
- بيرل بيلي على موقع إن إن دي بي (الإنجليزية)
- بيرل بيلي على موقع أول ميوزيك (الإنجليزية)
- بيرل بيلي في TVGuide.com
- مجموعة بيرل بيلي ، 1944-1989 في مكتبة الكونغرس
- أوراق بيرل بيلي من المتحف الأمريكي الأفريقي في فيلادلفيا